# Bielin (rejon kowelski)
Bielin (ukr. Білин) – wieś na Ukrainie w rejonie kowelskim obwodu wołyńskiego.
Wieś królewska położona była w połowie XVII wieku w starostwie niegrodowym kowelskim w województwie wołyńskim.
W pobliżu znajdują się przystanki kolejowe 442 km i Bielin Wołyński, położone na linii Sarny – Kowel.